# Хуан Діас Санчес
Хуан Діас Санчес (ісп. Juan Díaz Sánchez, 6 жовтня 1948, Санта-Крус-де-Тенерифе — 3 квітня 2013, Санта-Крус-де-Тенерифе) — іспанський футболіст, що грав на позиції нападника, зокрема за «Барселону» та «Саламанку».

## Ігрова кар'єра
У дорослому футболі дебютував 1971 року виступами за команду «Тенерифе» з рідного міста, в якій провів один сезон, взявши участь у 24 матчах чемпіонату. 
Своєю грою за цю команду привернув увагу представників тренерського штабу «Барселони», до складу якої приєднався 1972 року. Відіграв за каталонський клуб наступні три сезони своєї ігрової кар'єри.
Протягом 1975—1976 років захищав кольори клубу «Еркулес», після чого уклав контракт з «Саламанкою», у складі якого провів наступні п'ять років своєї кар'єри гравця. Більшість часу, проведеного у складі «Саламанки», був основним гравцем атакувальної ланки команди.
Протягом 1981—1982 років знову захищав кольори клубу «Тенерифе», а завершував ігрову кар'єру у нижчоліговому «Менсахеро», за який виступав протягом 1982—1983 років.
Помер 3 квітня 2013 року на 65-му році життя в рідному Санта-Крус-де-Тенерифе.